# Georg Blume (Politiker, 1849)
 Georg Blume (* 1. August 1849 in Hildesheim; † 9. Juli 1921 in Hamburg) war ein deutscher Politiker der SPD und Mitglied der Hamburgischen Bürgerschaft.

## Leben
Georg Blume besuchte die Dorfschule beziehungsweise die Volksschule in Rosenthal bei Peine. Er machte im Anschluss von 1864 bis 1868 eine Lehre als Tischler und Schreiner und ging bis 1869 auf Wanderschaft. In Hamburg ließ er sich nieder und arbeitete in seinem Beruf bis 1881. Danach war er ab Juni 1881 bis zu seinem Tode besoldeter Vorsitzender im Hauptvorstand der Zentralkranken- und Sterbekasse der Tischler mit Sitz in Hamburg. 1885 wurde er zudem Bevollmächtigter der Tischler in Hamburg. 1907 bis 1921 war er Firmenträger der Hamburger Buchdruckerei und Verlagsanstalt Auer.

## Politik
In den Jahren 1889/90 wurde Blume Sozialdemokratischer Geschäftsführer der Wahlkreisorganisation Hamburg. Von 1890 bis 1921 war er Mitglied des SPD-Vorstandes in Hamburg. 1918 gehörte er während der Novemberrevolution dem Arbeiterrat in Hamburg an.
Er gehörte der Hamburgischen Bürgerschaft von 1904 bis 1910 und später von September 1913 bis 1921 an. Von 1915 bis 1921 fungierte er als Schriftführer des Parlaments. 1919 war er Mitglied des Bürgerausschusses.